# تبرا (بورزانگا)
تبرا شهری در شهرستان بورزانگا در استان بام در بورکینافاسوی شمالی است و جمعیت آن ۹۶۸ نفر است.